# Fatoumata Bagayoko
Fatoumata Bagayoko (23 de maio de 1988) é uma basquetebolista malinesa.

## Carreira
Fatoumata Bagayoko integrou a Seleção Malinesa de Basquetebol Feminino em Pequim 2008, terminando na décima-segunda posição.